# Sybropis frontalis
Sybropis frontalis är en skalbaggsart som beskrevs av Francis Polkinghorne Pascoe 1885. Sybropis frontalis ingår i släktet Sybropis och familjen långhorningar. Inga underarter finns listade i Catalogue of Life.